# Salvador García Ruiz
Salvador García Ruiz (Madrid, Comunitat de Madrid, 1963) és un guionista i director de cinema espanyol. Llicenciat en Ciències de la Informació (Imatge i So) per la Universitat Complutense de Madrid. El 1997 fou nominat al Goya al millor director novell per Mensaka i el 2005 per Las voces de la noche. El 2003 fou nominat a l'Espiga d'Or de la Seminci. També ha dirigit episodis d'algunes sèries de televisió, entre elles la recent La caza. Monteperdido.

## Filmografia
- Mensaka (1997), basada en una novel·la de José Ángel Mañas
- El otro barrio (2000, basada en la novel·la d'Elvira Lindo)
- Las voces de la noche (2003, basada en la novel·la de Natalia Ginzburg)[5]
- Cachorro (2004), dirigida per Miguel Albaladejo.
- Territorio comanche (1997), guió dirigida per Gerardo Herrero.
- Castillos de cartón (2009, basada en una novel·la d'Almudena Grandes)[6]
- El juego del ahorcado (2008), guió, de Manuel Gómez Pereira

## Sèries de televisió
- Hospital Central (2004, dos episodis)
- Gran Reserva (2010, set episodis)
- Isabel (2013, 7 episodis)
- Carlos, rey emperador (2016, 5 episodis)
- La catedral del mar (2018, un episodi)
- 14 de abril. La República (2019, set episodis)
- Matadero (2019, tres episodis)
- La caza. Monteperdido (2019, sis episodis)

## Premis
Medalles del Cercle d'Escriptors Cinematogràfics
| Any  | Categoria           | Pel·lícula     | Resultat  |
| ---- | ------------------- | -------------- | --------- |
| 2000 | Millor guió adaptat | El otro barrio | Guanyador |